# Галерия Ларго
Вижте пояснителната страница за други значения на Ларго.
Арт Галерия „Ларго“ (Largo) е частна художествена галерия във Варна, близо до посетителския център на развалините „Римски терми“.
В нея се представят съвременни български и чуждестранни художници и организира самостоятелни и групови изложби на автори, работещи живопис, графика, скулптура и приложните изкуства. От 2014 година галерията създава и организира „Международен екслибрис конкурс Варна“, който се провежда на всеки две години и представя малка графика и екслибрис на художници от цял свят.

## История
Арт Галерия „Ларго“ е открита на 27 ноември 2008 г. във Варна. Неин основател, собственик и директор е Нели Вълчева. Галерията представя съвременно българско изкуство и работи с автори от цял свят и от всички поколения. Активно си партнира с Националното училище по изкуствата „Добри Христов“ – Варна в различни инициативи, а всяка година през месец октомври дава поле за изява на младите таланти от специалност Изящни изкуства в изложба-конкурс. През 2014 година по време на шестата поредна изложба-конкурс е учредена стипендия за високи творчески постижения на ученик от Националното училище по изкуствата „Добри Христов“, която се присъжда ежегодно по време на традиционната изложба-конкурс „Есенен пленер“.

## Екслибрис
През 2014 г. Арт-галерия „Ларго“ организира „Международен екслибрис конкурс Варна“. За участие са получени 523 творби от 218 участника от 36 държави. В конкурса взимат участие световни имена в областта на екслибриса като Лембит Ломус (Естония), Юрий Яковенко (Беларус), проф. Мартин Байенс (Белгия), проф. Христо Цацинов (България), доц. Димо Колибаров (България) и др.

## Експозиция
По-важни събития:
| Дата               | Събитие |
| ------------------ | --- |
| 27 ноември 2008 г. | Откриване на галерията. |
| 2008 г.            | Осъществени са три изложби. |
| 2009 г.            | Осъществени 20 изложби. Някои от тях – посмъртна изложба на Панайотис Гуджимисис, изложби на Илия Желев и Недко Итинов, на Валери Ценов, Михаил Камберов, Милен Маринов. |
| юни 2009 г.        | Изложба „Театрални етюди“, част от съпътстващата програма на 16-ия Международен театрален фестивал „Варненско лято“. В специалния проект, организиран по идея на галерия „Ларго“ са поканени за участие дузина варненски художници, които рисуват портрети на съвременни театрални дейци – проф. Крикор Азарян, Любен Чаталов, Михаил Мутафов, Ивайло Христов и др. |
| ноември 2009 г.    | Изложбата „Театрални етюди“ е представена в театър „Българска армия“, допълнена с портрети на Анастасия Ингилизова и Йоана Буковска. |
| 27 ноември 2009 г. | Първата година от съществуването на Арт Галерия „Ларго“ е отбелязана с изложба – живопис „Поколения“ на три поколения значими варненски художници – класикът Янко Маринов, дъщеря му Лора Маринова, съпругът ѝ Димитър Борисов и тяхната дъщеря Анна Борисова. |
| 2010 г.            | Осъществени 17 изложби. Някои от тях – самостоятелна изложба на проф. Теофан Сокеров в рамките на 7-о биенале на визуалните изкуства „Август в изкуството“, сборна изложба на групата ART BOX, изложби на Георги Динев, Маргарита Войнова, Бончо Асенов. |
| 2011 г.            | Осъществени 16 изложби. Някои от тях – сборна изложба-графика и рисунка на най-утвърдените имена в областта на графичните изкуства в България, самостоятелни изложби на Велимир Великов, Лора Маринова, Ангел Герджиков и Венци Марков. |
| 2012 г.            | Осъществени 17 изложби. Някои от тях – самостоятелни изложби на Николай Русев, Николай Ангелов-Гари, на Димитър Войнов-син и Цанко Цанков, сборна изложба на варненски художници „Илюзията на моделите“, сборна изложба-миниатюра „Чарът на малките неща“ |
| юни 2012 година    | Участие на Арт Галерия „Ларго“ в първото издание на „Месец на фотографията“ във Варна със сборната изложба „Духът на Варна“. |
| 2013 г.            | осъществени 14 изложби. Някои от тях – първата изложба на чуждестранен автор в галерия „Ларго“ – турския художник Хикмет Четинкая, самостоятелни изложби на Владимир Киров, Александър Димитров, на Димо Миланов и Живко Дончев, юбилейна сборна изложба „5 години Арт Галерия Ларго“. |
| 2014 г.            | Осъществени 14 изложби. Някои от тях – самостоятелни изложби на Станимир Видев, Огнян Недков, Светла Косева, Петър Мичев – Педро, Цветан Лазаров. |
| август 2014 г.     | Арт Галерия „Ларго“ организира и финансира първото издание на Международен Екслибрис Конкурс Варна. Събитието привлича за участие най-значимите световни имена в областта на екслибриса. За участие са получени 523 творби на 218 участници от 36 държави от цял свят. |
| октомври 2014 г.   | За шеста поредна година в Арт Галерия „Ларго“ се провежда традиционната изложба-конкурс „Есенен пленер“ на учениците от специалност „Изящни изкуства“ на НУИ „Добри Христов“ Варна. В навечерието на изложбата Арт Галерия „Ларго“ учредява стипендия за високи творчески постижения на ученик от Националното училище по изкуствата „Добри Христов“, която започва да се присъжда ежегодно по време на изложбата. |
| 2015 г.            | Осъществени 16 изложби. Някои от тях – изложба на световноизвестния график от Беларус Юрий Яковенко, представителна изложба – екслибрис на турски художници, самостоятелни изложби на Иван Обретенов, Здравко Палазов, Стефан Георгиев, изложба– концерт „Споделени пространства“ на художника Александър Димитров и цигуларката Даниела Щерева. |
| 2015 г.            | Осъществени 17 изложби. Някои от тях – изложба на световноизвестния график от Беларус Юрий Яковенко, представителна изложба – екслибрис на турски художници, самостоятелни изложби на Иван Обретенов, Здравко Палазов, Стефан Георгиев, Димитър Войнов – син. |
| юли 2015 г.        | Осъществен проектът „Споделени пространства“, представляващ едновременно представяне на художника Александър Димитров с негова самостоятелна изложба и на цигуларката Даниела Щерева с неин концерт в Концертната зала на Радио Варна. |
| 2016 г.            | Осъществени 16 изложби. Някои от тях – самостоятелни изложби на Цветан Казанджиев, Николай Добрев, Росен Рашев – Рошпака, Николай Няголов, трета поред изложба в галерия Ларго на известния турски художник Хикмет Четинкая, сборна изложба на студентите от Нов Български Университет. |
| август 2016 г.     | Арт Галерия Ларго организира и финансира второто издание на Международен Екслибрис Конкурс Варна. За участие са получени над 900 творби на 319 участници от 46 държави от цял свят. Победител във второто издание е българският художник Веселин Дамянов – Вес. В това издание е присъдена за първи път Награда за особени творчески постижения на името на Едуард Пенков, специално учредена в памет на отишлия си в началото на 2016 година талантлив български майстор на графиката. Неин първи носител е българският художник Христо Найденов. В съпътстващата програма на втория Екслибрис Конкурс е включена самостоятелна изложба на победителя от първото издание на Международен Екслибрис Конкурс Варна – младият български автор Васил Ангелов.                                                             |
| 2017 г.            | Осъществени 12 изложби. Някои от тях – самостоятелни изложби на Фабио Калвети от Италия, Иван Додов, Цветан Лазаров, Светлин Ненов и юбилейна самостоятелна изложба на Димо Миланов. |
| 2018 г.            | Ще бъдат осъществени 13 изложби. Някои от тях – самостоятелни изложби на Румен Нечев, Николай Няголов, Веселин Дамянов - Вес, Константин Антюхин от Украйна, съвместна изложба-графика на Юлиан Йорданов и Анна Тихонова - Йорданова, сборна изложба „Картини от една колекция“, представяща едни от най-значимите имена в българското изкуство – Димитър Киров, Генко Генков, Дечко Узунов и др. |
| август 2018 г.     | Арт Галерия Ларго организира и финансира третото издание на Международен Екслибрис Конкурс Варна. Третото издание на биеналето беше посветено на класическите графични техники. На адреса на галерията бяха получени 770 творби на 313 автори от 38 държави. В топ три на страните с най-много участващи творци са Русия с 42 автори, Китай и Турция с по 31 автори. От България бяха получени екслибриси от 25 художници. Победител в третото издание на конкурса е Олег Денисенко от Украйна. В това издание е присъдена за първи път Награда от името на Галерия Ларго и неин първи носител е Уляна Турченко от Украйна. В съпътстващата програма на конкурса е включена самостоятелна изложба на победителя от второто издание на Международния Екслибрис Конкурс Варна – българския график Веселин Дамянов - Вес. |

## Художници
Галерията работи с редица художници:
- Александър Димитров
- Ангел Герджиков
- Валери Ценов
- Владимир Киров
- Димитър Войнов-син
- Илия Желев
- Лора Маринова
- Николай Ангелов – Гари
- Николай Русев (художник)
- Радослав Димитров – Бадуля
- Росен Рашев – Рошпака
- Хикмет Четинкая
- Цветан Лазаров
- Юлиан Йорданов
- Веселин Дамянов – Вес
- Димо Миланов
- Николай Няголов